# Neosphaeromias niger
Neosphaeromias niger är en tvåvingeart som beskrevs av Gupta och Wirth 1970. Neosphaeromias niger ingår i släktet Neosphaeromias och familjen svidknott.
Artens utbredningsområde är Sri Lanka. Inga underarter finns listade i Catalogue of Life.